# Metopius pelus
Metopius pelus là một loài tò vò trong họ Ichneumonidae.